# 稀棘鳚
稀棘鳚（学名：Meiacanthus atrodorsalis），又名金鰭稀棘鳚、狗鰷，为條鰭魚綱鳚形目鳚科稀棘鳚屬下的一个种。該物種主要分佈於西太平洋的珊瑚礁中，從印尼巴里島至薩摩亞群島，北至琉球群島、南至澳洲大堡礁、新喀里多尼亞海域，深度0至30公尺，本魚體延長，稍側扁。頭頂無冠膜，無鬚，下頜兩側的犬齒具深溝和毒腺，其頭部和前體呈灰藍色，向著身體後部逐漸變為淡黃色至白色，尾鰭呈黃色，背鰭基部有黑色條紋，眼睛處有一條明顯的斜藍邊黑色“睫毛”狀條紋，有時延伸到頭頂。成魚的上、下尾鰭葉呈絲狀，背鰭硬棘4枚、背鰭軟條25-28枚、臀鰭硬棘2枚、臀鰭軟條15-18枚，體長可達11公分，棲息在潟湖及臨海礁石，成小群活動，以浮游動物及小型無脊椎動物為食，可做為觀賞魚。